# 宮北
宮北，是台灣台中市北區的一個傳統地域名稱與日治時期末期的大字，位於該區東部。相較於今日行政區，其範圍大致包括金龍里、金華里、樂英里北部凸出部分不含西南端、錦祥里、錦洲里、建德里、錦村里、建成里。

## 歷史
宮北原隸屬於台中州大屯郡北屯庄北屯。1941年9月，由北屯南部拆出，併入州轄台中市，設置大字「宮北」。
戰後，宮北劃入北區，隸屬於台灣省轄台中市，大字亦改制為里。2010年12月，台中縣市合併為直轄台中市，北區隸屬不變。

## 學校
- 新民高中
- 育仁國小
- 雙十國中（北大半部）

## 廟宇
- 臺中市孔廟
- 寶覺禪寺（臨濟宗佛寺）